# Metisella syrinx
Bamboo Sylph (Metisella syrinx) là một loài bướm ngày thuộc họ Bướm nhảy. Đây là loài hiếm và có tính địa phương chỉ gặp ở miền đông Cape, qua miền nam Lesotho đến tận cùng phía nam của KwaZulu-Natal.
Sải cánh dài 32–34 mm đối với con đực and 32–37 đối với con cái. Con trưởng thành bay từ tháng 1 đến tháng 2. Có một lứa một năm.
Ấu trùng ăn Thamnocalamus tessellatus.